# Escala 0

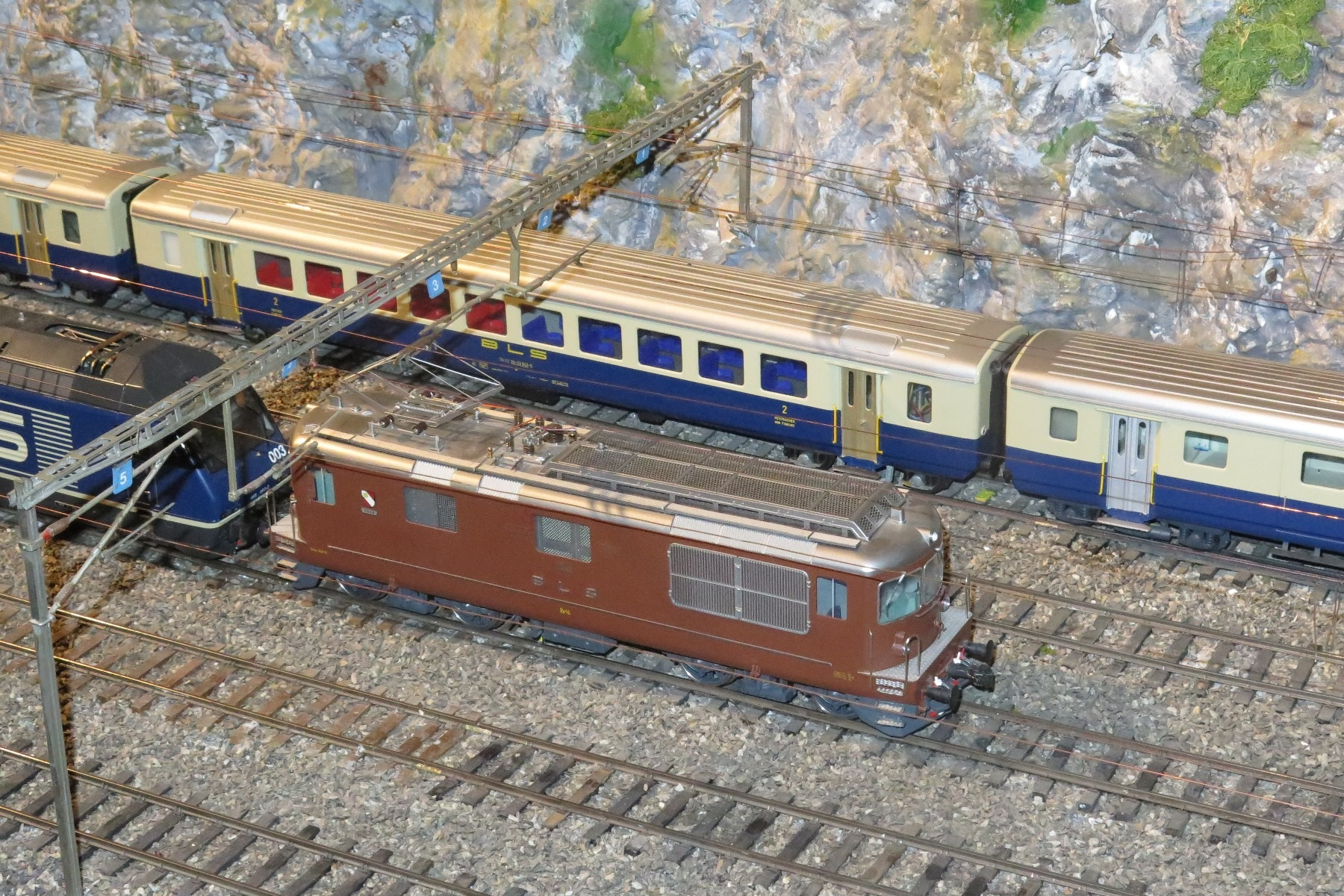
Sección del trazado de la maqueta ferroviaria de ancho 0 de la TEA en Suiza, 2016.

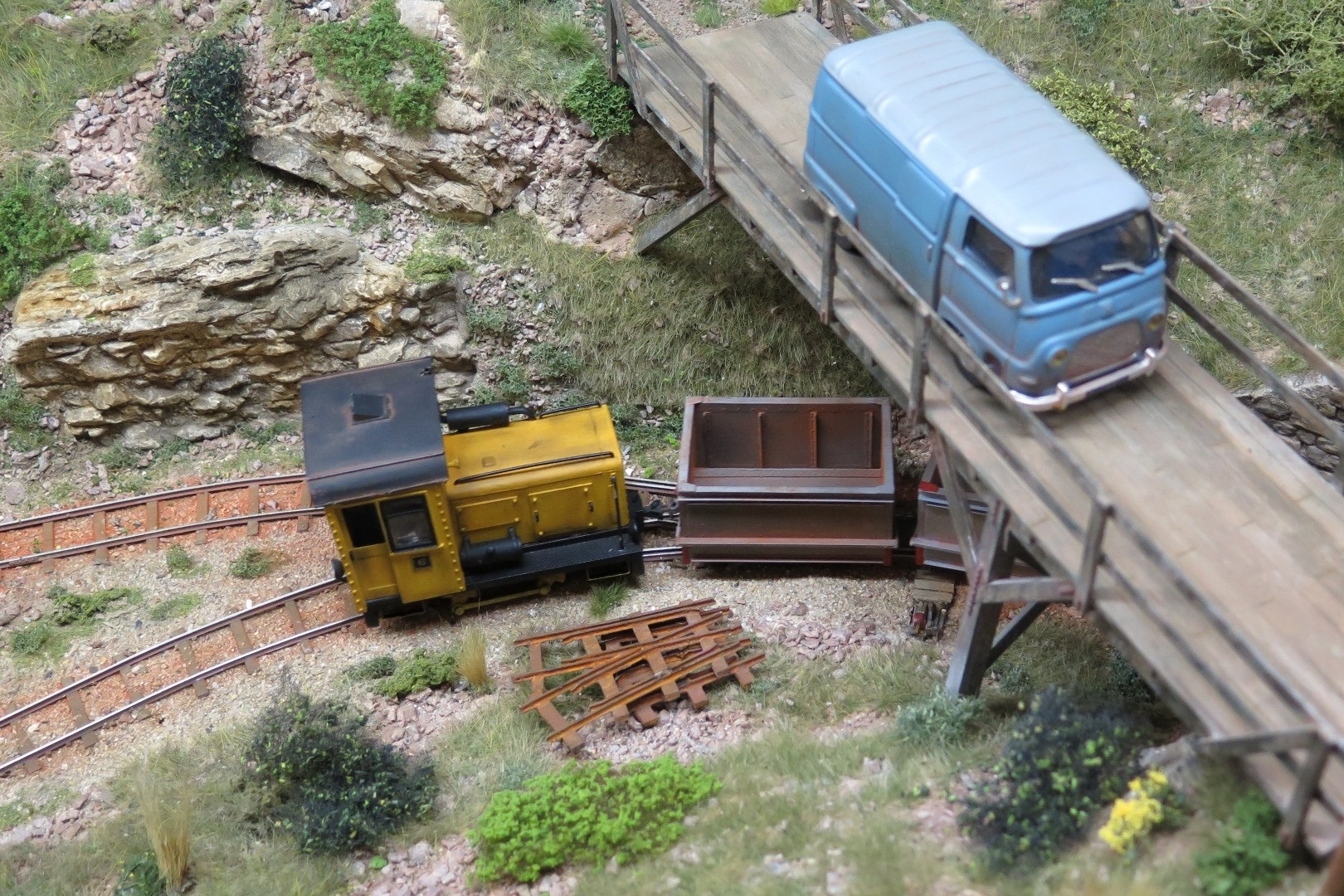
Detalle de un trazado de ferrocarril ligero en ancho 0-14, escala 1:43,5 con una maqueta de coche en escala 1:43, 2015

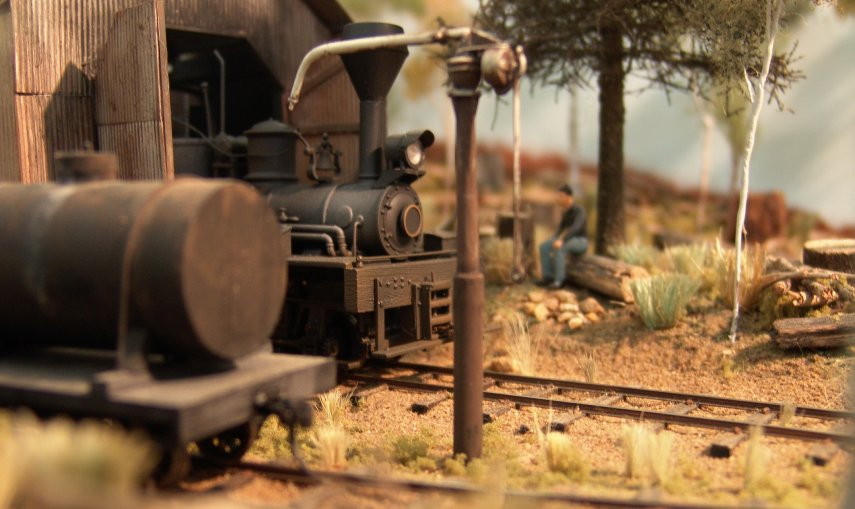
Modelo australiano de ferrocarril en escala 0

La Escala 0 (o trocha 0) es una escala usada comúnmente por trenes de juguete y en ferromodelismo. Originalmente introducida por el fabricante de juguetes alemán Märklin alrededor de 1900; para los años 30 la escala 0 de corriente alterna y tercer riel era la más usada en ferromodelismo en Estados Unidos y se mantuvo así hasta principios de los años 60. En Europa, su popularidad decayó antes de la Segunda Guerra Mundial debido a la introducción de escalas más pequeñas. En Gran Bretaña se utilizaba corriente continua con una menor tensión.
La escala 0 tuvo su momento de apogeo cuando los modelos de trenes eran considerados juguetes, con el énfasis puesto en el costo, durabilidad y facilidad para ser manejados por niños. Los detalles y el realismo eran puestos, en el mejor de los casos, en segundo lugar.
En Estados Unidos, la escala 0 permanece como una opción popular entre los aficionados que disfrutan de los trenes funcionales más que sobre otros aspectos del modelaje, y el coleccionismo de trenes clásicos o raros en esta escala también es popular. Los cambios de los últimos años han abordado las preocupaciones de los modelistas, haciendo la escala 0 más popular.
Por el contrario, en el Reino Unido la escala 0 es popular entre los modelistas que buscan la precisión y el detalle en lugar de trenes funcionales. La escala OO, debido a su bajo coste y alta disponibilidad, es la elección de quienes prefieren trenes funcionales en lugar de los detalles extremos.

## Historia
El nombre de escala o trocha 0 es porque es más pequeña que la escala 1 y que otros estándares existentes. 	
En ese momento, se creía que era imposible hacer un tren de juguete más pequeño. Fue creada, en parte, por cuenta de los fabricantes de trenes debido a su éxito en las escalas menores.
En Estados Unidos, fabricantes como Ives Manufacturing Company, American Flyer y Lionel Corporation usaron la escala 0 como la línea económica, comercializando la escala 1 o "trocha ancha" (también conocida como "escala estándar") como su línea "premium" de trenes. Uno de los trenes más populares de Lionel, la Locomotora Blindada 203, era en escala 0. La Gran Depresión terminó con la demanda de trenes grandes y caros, y para 1932, la escala 0 era el estándar "de facto".
Debido al énfasis puesto en la funcionalidad, la escala 0 de trenes variaba antes de la Segunda Guerra Mundial. Las especificaciones de Märklin era de una escala de 1:43. Sin embargo, muchos diseños eran en escala 1:48 o 1:64. Los trenes "de iniciación", usualmente hechos de hojalata litografiada, no estaban totalmente a escala, con proporciones caprichosas que tenían el mismo largo que los de la escala H0, pero con el mismo ancho y alto de los vagones de escala 0. Sin embargo, todos estos modelos corrían sobre la misma vía, y a veces, dependiendo del fabricante, los vagones podían acoplarse entre sí como parte del mismo tren.
Después de la Segunda Guerra Mundial, los fabricantes comenzaron a poner mayor atención en la escala, y los vagones y locomotoras y comenzaron a ser más largos y más realistas que sus contrapartes de preguerra.
Desde principios de los 90, los fabricantes de la escala 0 comenzaron a poner más atención en el realismo, y la escala experimentó un resurgimiento en popularidad, a pesar de que se mantiene por debajo de la H0 o la escala N. Sin embargo, nuevos fabricantes incluyendo a Trenes Eléctricos MTH, Lionel, LLC, Atlas O, and Weaver están haciendo modelos de trenes muy exactos en escala 1:48.

## Estándares
Las diferencias entre los varios estándares de la escala 0 confunde a quienes se inician.

### Trocha 0 y escala 0
La escala 0 se refiere a modelos fabricados en cualquiera de las escalas de 1:43, 1:43,5 (7 mm:1 pie (304 mm)), 1:45 o 1:48. Pueden funcionar en forma realista con vías de dos rieles usando corriente continua, o con un tercer riel central o alguna otra forma de suministrar la energía por el centro de la vía. El alto y la separación de los rieles no están a escala real. La vía de dos rieles es más popular en EE. UU., mientras que las vías de tercer riel alimentadas con corriente alterna son más populares en Europa.
La trocha 0 se refiere a vías que tienen rieles separados 32 mm.
Sin embargo, las dos formas se usan indistintamente, a veces erróneamente.
Cuando se usa una vía de trocha angosta, la escala 0 permite representae la vía con una trocha de 1 m. En escala 1:20, esta vía representa a los ferrocarriles con trocha de 60 cm.

### La trocha O-27
La trocha O-27 es una variante cuyos orígenes no están del todo claros. Algunos historiadores atribuyen su creación al American Flyer de A. C. Gilbert Company, pero la Ives Manufacturing Company usó vías O-27 en sus sets de iniciación al menos una década antes que Gilbert comprara Flyer.
El estándar moderno del O-27, sin embargo, fue formalizado después de 1938 por Gilbert, quien creó locomotoras y vagones en escala de 3/16" por pie (4,7 mm cada 304 mm), esto es 1:64. Después de la Segunda Guerra Mundial, esta práctica fue continuada por Louis Marx y Compañía, quien la usó en sus productos, y por Lionel, quien la usó para sus "trenes de iniciación". Los rieles de la vía O-27 están separados a la misma distancia que la vía trocha 0 normal, pero son ligeramente más bajos y más finos que estos. Una cuña debajo de los rieles O-27 permite el uso de vías O-27 y 0 juntas.
El nombre O-27 proviene del tamaño de las curvas. Un círculo hecho con ocho vías curvas escala 0 estándar tendrán un diámetro de 31 pulgadas (787 mm). Un círculo de 8 vías curvas O-27 es más pequeño, con un diámetro de 27 pulgadas (686 mm). Vagones grandes de escala 0 pueden tener dificultades para tomar las curvas en un tendido escala O-27. A pesar de ser menores, los vagones de hojalata litografiada del American Flyer, Marx, y otros anteriores al estándar O-27, son llamados a menudo escala O-27 debido a que pueden operar sin problemas en estas vías.
Lionel Corporation es posiblemente el más famoso fabricante de vías y trenes escala O. Sus rieles tubulares son un símbolo de la era de la hojalata. Incluso hoy, ofrece productos en casi toda la gama de precios, desde un tramo de vía O-27 tubular de $2, a trenes completos en escala 1:48 de varios miles de dólares.

### Modelos de metal moldeado compatibles con la escala 0
Muchos fabricantes producen camiones, autos, ómnibus, equipos de construcción y otros vehículos hechos de metal moldeado que son compatibles o similares a la escala 0 de trenes. Están disponibles en escalas 1:43, 1:48 y 1:50. Entre los fabricantes tenemos a Conrad, NZG, Corgi y muchos otros. Son populares entre los coleccionistas y fáciles de encontrar.

### Estándar exacto de la escala
La insatisfacción con esta escala, dio lugar a un estándar más preciso para las ruedas y las vías, llamado "Proto:48". Esta duplica la escala exacta de las normas de ruedas y vías de la AAR.
La trocha normalmente usada para la vía de escala 0 (32 mm, aproximadamente 1¼") es correcta para la escala británica, pero no para la norteamericana. La diferencia entre estas explica por qué H0 es 1:87 (esta es de 3,5 mm por pie, la mitad de la "0" británica), pero es poco usada en modelos británicos, la cual es principalmente de 4 mm por pie (doble 0 o 00).
Posiblemente debido al gran tamaño de los sistemas de ferrocarril de América, el modelado preciso en la trocha estándar de la escla 0 es raro en EE. UU., a pesar de que el modelado de trocha angosta es mucho más común.
Existen cuatro trochas angostas estándar, y las diferencias entre 0n3, 0n2, 0n30 y 0n18 producen confusión. La 0n3 es la escla exacta 1:48 para modelos de vía con una trocha de 91,4 cm (3 pies), mientras que la 0n30 es 1:48 para la vía de 76,2 cm (30 pulgadas); 0n2 es 1:48 para las vías de 61 cm (2 pies), y 0n18 es 1:48 para las vías de 45,7 cm (18 pulgadas). 0n30 es llamada a veces 0n2½.
Debido a que la escala 0n30 se aproxima a la escala H0, sus modelos normalmente funcionan en la vía estándar H0. La escala 0n30 es considerada por muchos como el segmento de más rápido crecimiento dentro de la afición al ferromodelismo en general, y mientras que muchos modelistas en escala 0n30 construyen sus modelos desde cero, existe una oferta comercial bastante común y a veces de precio muy accesible, siendo Bachman el fabricante más conocido. Bachmann, a veces, vende trenes escala 0n30 en forma simultánea y paralela a sus artículos en escala H0.
Aficionados que eligen trabajar en cualquiera de las escalas 0, suelen construir muchos de sus modelos, sino todos, desde kits o directamente desde cero.

## Distribución geográfica

### Europa (excepto Reino Unido y la antigua URSS)
La escala 0 es una de las esclas definidas por la NEM como 1:45. Sin embargo, por razones históricas utilizan el número 'cero' en lugar de la letra para nombrar la escala.
Una situación similar a la británica existe en el continente Europeo, aunque el mercado se centra menos en los kits, y más en los modelos de metal hechos a mano, más caros, para coleccionistas. Adicionalmente, la República Checa comenzó a fabricar trenes de hojalata litografiada en escala 1:45 en 1991, aprovechando las ventajas de la escala 0 sobre modelos más pequeños para maquetas no permanentes de piso y al aire libre. La compañía española Paya produce una pequeña línea de trenes de hojalata, basados en los diseños de 1906.
En Alemania un set de vía estrecha es producido por Fleischmann, con una vía de 16,5 mm, esta escala es llamada "0e" (modelos de 75 cm). El tren se vende como un juguete para niños (Magic Train), pero están construidos con precisión después de los modelos autríacos, y aumentaron el interés de los aficionados para construir modelos de vía estrecha en Alemania y Austria. Desde 2006 hay nuevamente modelos en plástico a precios razonables en escala 0, fabricados por el desarrollador del DCC Lenz.

### Antigua Unión de Repúblicas Socialistas Soviéticas (URSS)
Entre 1951 y 1969, un número limitado de trenes en escala 0 fueron fabricados en la Unión Soviética. Utilizando la misma vía y voltaje que su contraparte americana, los coloridos vagones y locomotoras se asemejaban a los diseños de Lionel y American Flyer anteriores a la Seguna Guerra Mundial, y los acopladores son casi idénticos a los American Flyer de preguerra. Algunas de las diferencias entre los ferrocarriles soviéticos y estadounidenses son evidentes comparando los modelos fabricados por estos, particularmente en el diseño de los vagones cerrados, los cuales se veían como los vagones de American Flyer con ventanas agregadas, debido a la costumbre soviética de usar los vagones para transportar tanto ganado como mercancías.
Al igual que sus homólogos norteamericanos, los trenes de escala 0 soviéticos eran juguetes, en lugar de modelos de precisión a escala.

### Reino Unido

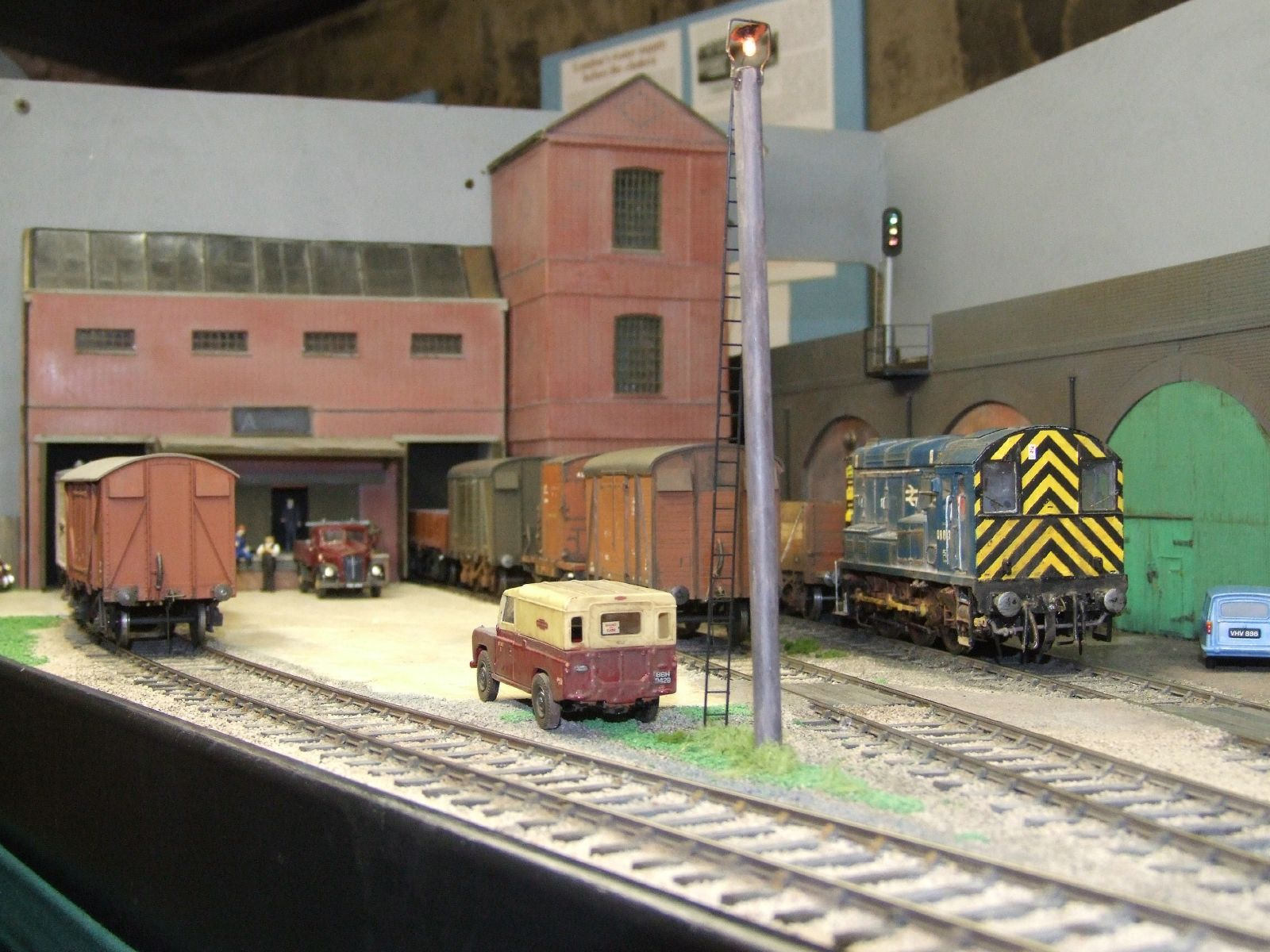
Modelo ferroviario británico escala 0 en la central de bombeo de Kew.

En el Reino Unido, los artículos en escala 0 son producidos a escla 1:43, la cual es de 7 mm por pie (usando la práctica común en Gran Bretaña de hacer modelos en medidas métricas que fueron originalmente producidos en medidas imperiales). Por esta razón, a veces es llamada escala 7 mm.
A pesar de que los trenes de juguete fueron históricamente producidos a esta escala, la popularidad de la escala 0 en Europa se redujo después de la Segunda Guerra Mundial, y el estándar es más raro que en Estados Unidos. El modelismo en esta escala casi desapareció en el Reino Unido, pero disfrutó de un resurgimiento en la década de los 90 cuando los modelistas apreciaron el nivel de detalle que puede conseguirse en esta escala. Unos pocos modelos listos para usar se producen en esta escala, muchos están disponibles solo como equipos para armar por el modelista o por profesionales. La escala 0 es considerada cara, a pesar de que el espacio necesario reduce el tamaño de la maqueta. Los fabricantes británicos dominantes, Bassett-Lowke y Hornby, cesaron la producción de trenes escala 0 en 1965 y 1969 respectivamente. Sin embargo, Ace Trains y una renovada Bassett-Lowke producen otra vez trenes escala 0 en metal de los diseños clásicos de Hornby y Bassett-Lowke, Heljan ha entrado recientemente en el mercado de las locomotoras diésel a escala 0.
Un modelo real de la escala 7 mm británica existe, y es conocida como ScaleSeven (S7, Escala 7), la cual usa vías con trocha de 33 mm para representar la trocha estándar británica en escala de 1:43,5.
La escala británica 1:43 de ferrocarril dio nacimiento a la serie de coches de fundición y a los modelos comerciales de autos de la misma escala que gradualmente crecieron en popularidad y se propagó a Francia, el resto de Europa y Norteamérica, al mismo tiempo que los modelos ferroviarios se vuelven menos populares.
La escala 7 mm es también popular para modelar trenes de vía estrecha, una variante de la afición apoyada por la Asociación de Trocha Angosta de 7 mm.

### Estados Unidos

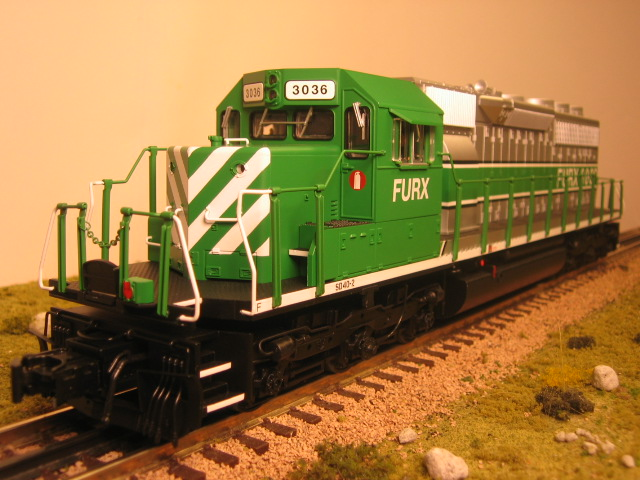
Típica locomotora escala 0 de EE. UU.

En los Estados Unidos, la escala 0 está definida como 1:48 (6,35 mm por pie (304 mm) "escala cuarto de pulgada", 1/4" equivale a 1'). Esta es muy usada para casas de muñecas, dando más opciones para edificios, figuras y accesorios. Muchas maquetas en escala 0 tienen también autos y accesorios en la escala de 1:43.
Mientras que la escala 1:48 es muy conveniente para construir modelos usando el sistema imperial (un cuarto de pulgada equivale a un pie), la discrepancia entre la escala 0 de Estados Unidos y la de Europa es atribuida a Lionel, quien malinterpretó las espicificaciones originales de Märklin.
Aunque Lionel es la marca más recordada de trenes en escala 0, existen muchos fabricantes de trenes en esta escala. Antes de la Primera Guerra Mundial, la mayoría de los trenes de juguete eran importados de Alemania y fabricados por Märklin, Bing, Fandor y otras firmas. La Primera Guerra Mundial detuvo las importaciones, y las tarifas de importación tendiendes a proteger la industria local hicieron que fuera muy difícil competir.
En el periodo de entreguerras, compitieron con Lionel, Louis Marx and Company, American Flyer y Hornby varias compañías de corta vida como Dorfan, Hafner, Ives y Joy Line. Varios de estos trenes de preguerra funcionaban a cuerda o baterías y estaban hechos de hojalata litografiada. El tamaño de los vagones variaba enormemente, y la escala 0 estándar era ignorada. Dorfan salió del negocio en 1934, mientras que Ives fue comprada por Lionel, y Hafner y Joy Line fueron compradas por Marx. Hornby se retiró del mercado de EE. UU. en 1930 después de vender su fábrica en USA a la A. C. Gilbert Company.
Ya en 1938, los supervivientes Lionel, Marx y American Flyer vieron la competencia de Sakai, un fabricante de juguetes japonés basado en Tokio quien vendía trenes del segmento más barato del mercado. El diseño del producto se parecía mucho a Lionel, pero con acoples del tipo Märklin y con partes y detalles que parecen copiados de los Ives. "Seki", otra compañía japonesa, era otra firma totalmente independiente.
Entre 1946 y 1976, las principales compañías de EE. UU. en escala 0 eran Lionel y Marx, American Flyer había migrado a la más realista escala S, y el resto de las compañías dejó el negocio.
El fabricante de juguetes Unique Art produjo una línea de trenes escala 0 de bajo coste de 1949 a 1951, pero no pudieron competir con Marx. Marx continuó fabricando trenes a cuerda y batería hechos en hojalata litografiada en la década de 1970, junto con una línea más realista que a veces son difíciles de distinguir de los Lionel.
Sakai regresó al mercado de EE. UU. después de la Segunda Guerra Mundial, vendiendo trenes que eran casi idénticos a los diseños de Marx, y a veces a precios más bajos, entre 1946 y 1969.
Una compañía llamada American Model Toys lanzó una línea de vagones detallados y realistas a partir de 1948. En 1953 lanzó una línea económica. Tuvo dificultades financieras, reorganizándose bajo el nombre de Auburn Model Trains, y terminó vendiendo su línea a la compañía Kusan, basada en Nashville, quien continuó la producción hasta 1961. Las herramientas fueron vendidas a una compañía pequeña dirigida por Andrew Kriswalus en Endicott, New York, la cual trabajó bajo el nombre de Kris Model Trains, o KMT. Andy Kriswalus solo produjo vagones cerrados, para ganado y refrigeradores a partir del cierre de Kusan, y en algunos vagones colocó camiones hechos de metal con las herramientas de Kusan. Después de la muerte de Kriswalus, las herramientas fueron vendidas a K-Line y Trenes Eléctricos Williams, quien las siguió utilizando para producir parte de su línea económica.
Desde los inicios de la escala 0 hasta mediados de los 70, varios fabricantes hacían accesorios que podían utilizarse entre las diferentes marcas, pero los vagones en sí mismos tenían acoples de diferentes diseños, haciendo difícil o imposible enganchar entre sí vagones de distintos fabricantes. La consolidación de posguerra hizo poco para mejorar la situación: Marx utiliza tres normas diferentes, en función de la línea de productos, y Lionel utiliza dos, por lo que con frecuencia, las líneas económicas no son compatibles con sus productos de alta calidad, y mucho menos con la competencia. Los aficionados que querían trabajar con diferentes estándares, debían cambiar los acoples.
Después de que Marx dejara el negocio en 1978, K-Line compró muchas de las herramientas de Marx y entró en el mercado. Inicialmente, K-Line no hizo muchos cambios a los diseños de Marx, pero lanzó una nueva marca con un acople compatible con la línea Lionel, haciéndolo totalmente compatible con esta marca.
Cuando la escala 0 recuperó popularidad en los 90, también se recuperaron varios fabricantes, y para 2003, no menos de 6 compañías vendían locomotoras y/o vagones, todos ellos, teróricamente, compatibles uno con el otro.
Los equipos de Lionel tienen muchísimos coleccionistas seguidores de la marca. Equipos de los fabricantes de corta vida anteriores a la Segunda Guerra Mundial son también muy solicitados, mientras que American Flyer y Marx lo son menos. Los Marx de posguerra están ganando popularidad después de años de ser rechazados por los coleccionistas serios. Hay poco interés hoy en Sakai, posiblemente debido a la dificultad para identificar los equipos y porque la marca es mucho menos conocida que sus contrapartes de EE. UU..
Los fabricantes más grandes hoy son Lionel, LLC, MTH Electric Trains, Atlas O, y Modelos Weaver.